# Б'єнно
Б'єнно (італ. Bienno) — муніципалітет в Італії, у регіоні Ломбардія, провінція Брешія. 23 квітня 2016 року до Б'єнно приєднано муніципалітет Престіне.
Б'єнно розташовані на відстані близько 490 км на північ від Рима, 105 км на північний схід від Мілана, 50 км на північ від Брешії.
Населення — 3521 особа (2014).

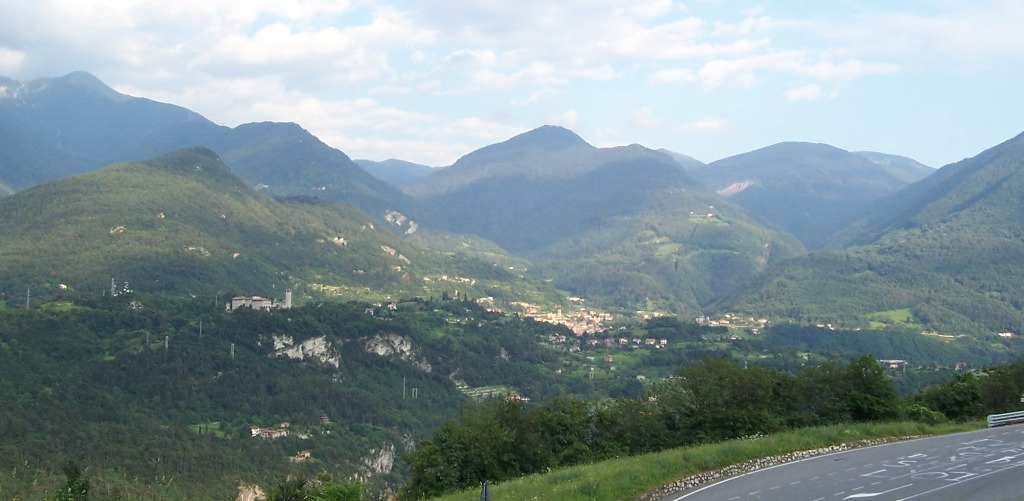

Щорічний фестиваль відбувається 15 лютого. Покровитель — Santi Faustino e Giovita.

## Демографія
Населення за роками:

Станом на 1 січня 2023 року в муніципалітеті офіційно проживало 208 іноземців з 20 країн, серед них 33 громадяни країн Євросоюзу та 13 громадян України.

## Клімат
| BRENO            | Місяці | Місяці | Місяці | Місяці | Місяці | Місяці | Місяці | Місяці | Місяці | Місяці | Місяці | Місяці | Пора | Пора | Пора | Пора | Рік  |
| BRENO            | Січ    | Лют    | Бер    | Кві    | Тра    | Чер    | Лип    | Сер    | Вер    | Жов    | Лис    | Гру    | Зим  | Вес  | Літ  | Осі  | Рік  |
| ---------------- | ------ | ------ | ------ | ------ | ------ | ------ | ------ | ------ | ------ | ------ | ------ | ------ | ---- | ---- | ---- | ---- | ---- |
| Темп. макс. (°C) | 3.8    | 7.1    | 10.4   | 14.8   | 19.1   | 23.0   | 26.4   | 25.3   | 21.9   | 15.8   | 10.3   | 5.6    | 5.5  | 14.8 | 24.9 | 16   | 15.3 |
| Темп. мін. (°C)  | -5.8   | -3.4   | 0.0    | 3.9    | 8.1    | 12.1   | 14.5   | 14.1   | 10.6   | 5.7    | 0.9    | -3.5   | -4.2 | 4    | 13.6 | 5.7  | 4.8  |

## Сусідні муніципалітети
- Баголіно
- Берцо-Інферіоре
- Бовеньо
- Брено
- Чивідате-Камуно
- Колліо
- Ніардо